# Daniel Marín
Daniel Marín (Buenos Aires, 4 de julio de 1964 - ibídem, 1 de enero de 2016) fue un actor y músico argentino.

## Carrera
Daniel Marín fue un destacado actor secundario que tuvo su momento de popularidad en los años noventa, en el ciclo humorístico Cha cha cha, conducido por Alfredo Casero. Su personaje más conocido fue el papel del Robin que acompañaba a Juan Carlos Bátman (representado por Alfredo Casero). El humorista ingresó al programa tras la partida de Mex Urtizberea en 1994.
Además, Marín protagonizó otros roles en Chachachá como el asistente en el sketch «Hoy: canelones», el ayudante en «Telescuela técnica», «El hombre trabuco», el del «huevo hidráulico», «Guitarrista en la chacarerata 9 de julio», el «ventrílocuo del muñeco Soflete en "Mañanas al pedo"», entre otros.
Durante el ciclo compartió escenas con otros grandes del humor como Diego Capusotto, Fabio Alberti, Vivian El Jaber, Jorge Takashima y Rodolfo Samsó "Alacrán".
Junto a Alfredo Casero hizo la obra A Casaerian extravaganza de 2010 donde hizo giras por el interior del país.
Siempre de la mano de Alfredo Casero, lo supo acompañar en la orquesta Vaporeso. También fue parte de su ciclo de entrevistas que duró un solo programa, Muena nochex, por el canal América TV en 1997, en Casero en castellano por Canal 13 en 1999, en los cortos de 5 minutos más (recreando el personaje del Gran Buzac del sketch Uy Dio! de Cha Cha Cha) y Carton Netguor emitidos por Cartoon Network en 2008, y en la película Cha3dmubi en 2015.
Sus últimos años trabajó como docente de música(en establecimientos como el Instituto Giovanni Pascoli y el Instituto San Eduardo), y como multiinstrumentista en SeinTempu Músicas Étnicas del Mediterráneo.
Falleció el 1 de enero de 2016 víctima de una neumonía. La noticia fue confirmada por el mismo Alfredo Casero en su cuenta de Twitter.